# Бабиев, Николай Гаврилович
Никола́й Гаврии́лович Баби́ев (30 марта (11 апреля) 1887, Варшава — 30 сентября (13 октября) 1920) — русский военачальник, участник Белого движения, генерал-лейтенант.

## Биография
Казак станицы Михайловской Лабинского отдела Кубанской области. Сын генерал-майора Гавриила Фёдоровича Бабиева.
Среднее образование получил в Бакинской гимназии, по окончании которой в 1906 году поступил на военную службу. В 1908 году окончил Николаевское кавалерийское училище, откуда выпущен был хорунжим в 1-й Лабинский полк Кубанского казачьего войска. Участвовал в Персидском походе. Произведен в сотники 5 октября 1912 года «за выслугу лет».
С началом Первой мировой войны выступил на Кавказский фронт в должности командира 3-й сотни 1-го Лабинского полка. За боевые отличия был награждён всеми орденами до ордена Св. Владимира 4-й степени включительно и дважды представлен к ордену Св. Георгия 4-й степени. Произведен в подъесаулы 26 февраля 1915 «за отличия в делах против неприятеля», в есаулы — 1 декабря 1916 года, в войсковые старшины — 11 февраля 1917 года. В сентябре 1917 года был назначен командиром 1-го Черноморского казачьего полка, с которым и вернулся на Кубань после демобилизации.
С началом Гражданской войны, в январе 1918 года вступил в конный отряд полковника К. Д. Кузнецова. В марте того же года был тяжело ранен и с остатками отряда попал в плен к красным. Летом 1918 был освобожден из майкопской тюрьмы. 23 сентября 1918 года произведен в полковники, 13 октября назначен командиром Корниловского конного полка, а 1 ноября того же года — командиром Кубанской конной бригады. Был награждён орденом Св. Георгия 4-й степени за отличия в Первую мировую войну. 26 января 1919 года произведен в генерал-майоры с назначением начальником 3-й Кубанской казачьей дивизии. 24 мая 1919 года был тяжело ранен во время Царицынской операции, утратил возможность пользоваться правой рукой в бою, переучился на левую. 18 июня произведен в генерал-лейтенанты «за боевые отличия». В апреле 1920 года, при отступлении к Чёрному морю, вступил в командование 2-й Кубанской казачьей дивизией. По прибытии в Русскую армию, 16 июля 1920 года назначен командиром Конного корпуса. В августе 1920 года участвовал в Кубанском десанте, командуя 1-й Кубанской казачьей дивизией. Был награждён орденом Св. Николая Чудотворца
За неустанную его боевую работу, беззаветную храбрость, личное мужество и самоотвержение, проявленные в непрерывных боях на Кубани с превосходными силами противника в течение более трех недель. Всегда лично находясь во всех угрожаемых местах под сильным артиллерийским, пулеметным и ружейным огнем, он неоднократно бросался в атаку впереди своих войск, ведя их неизменно к победам.
28 сентября 1920 года, командуя конной группой, взял город Никополь. 30 сентября был убит артиллерийским снарядом у села Шолохово. В память о генерале Бабиеве 1-й Лабинский полк получил его шефство и стал именоваться 1-м Лабинским генерала Бабиева полком. Также его именем была названа кубанская станица в Вайнланде (США) и хутора в Труа и Жульене (Франция). Генерал Врангель характеризовал Бабиева так:

Бабиев был один из наиболее блестящих кавалерийских генералов на юге России. Совершенно исключительного мужества и порыва, с редким кавалерийским чутьём, отличный джигит, обожаемый офицерами и казаками, он, командуя полком, бригадой и дивизией, неизменно одерживал блестящие победы. Его конные атаки всегда вносили смятение в ряды врага. За время Великой войны и междоусобной брани, находясь постоянно в самых опасных местах, генерал Бабиев получил девятнадцать ран. Правая рука его была сведена, однако, несмотря на все ранения, его не знающий удержа порыв остался прежним. Горячий русский патриот, он с величайшим негодованием относился к предательской работе казачьих самостийников. Я мог быть спокоен за те части, во главе которых он стоял.
— Врангель П. Н. Записки.
Генерал-майор А. В. Туркул в своих мемуарах «Дроздовцы в огне» писал: "..генерал Бабиев, сухопарый, черноволосый, с кавалерийскими ногами немного колесом, с перерубленной правой рукой. В конных атаках генерал рубился левой. Этот веселый и простой человек был обаятелен. В нем все привлекало: и голос с хрипцой, и как он ходил, немного перегнувшись вперед. Привлекала его нераздумывающая, какая-то ликующая храбрость".

## Награды
- Орден Святой Анны 3-й ст. с мечами и бантом (ВП 5.06.1915)
- Орден Святого Владимира 4-й ст. с мечами и бантом «за боевые отличия в Персии в 1911—1913 годах» (ВП 2.09.1915)
- Орден Святой Анны 2-й ст. с мечами (1915)
- Орден Святой Анны 4-й ст. с надписью «за храбрость» (1916)
- Орден Святого Станислава 2-й ст. с мечами (ВП 3.12.1916)
- Орден Святого Георгия 4-й ст. (Приказ и.д. Главкома бывшего Кавказского фронта № 203 от 3.11.1918)
- Орден Святителя Николая Чудотворца (Приказ Главнокомандующего № 3620, 10/23 сентября 1920)